# Allium nemrutdaghense
Allium nemrutdaghense là một loài thực vật có hoa trong họ Amaryllidaceae. Loài này được Kit Tan & Sorger mô tả khoa học đầu tiên năm 1986.